# Reichenbachia albionica
Reichenbachia albionica är en skalbaggsart som först beskrevs av Victor Ivanovitsch Motschulsky 1845.  Reichenbachia albionica ingår i släktet Reichenbachia och familjen kortvingar. Inga underarter finns listade i Catalogue of Life.